# Desa Pasirmuncang (administrativ by i Indonesien, lat -6,72, long 106,83)
Desa Pasirmuncang är en administrativ by i Indonesien.   Den ligger i provinsen Jawa Barat, i den västra delen av landet, 60 km söder om huvudstaden Jakarta.